# Ford Escort WRC

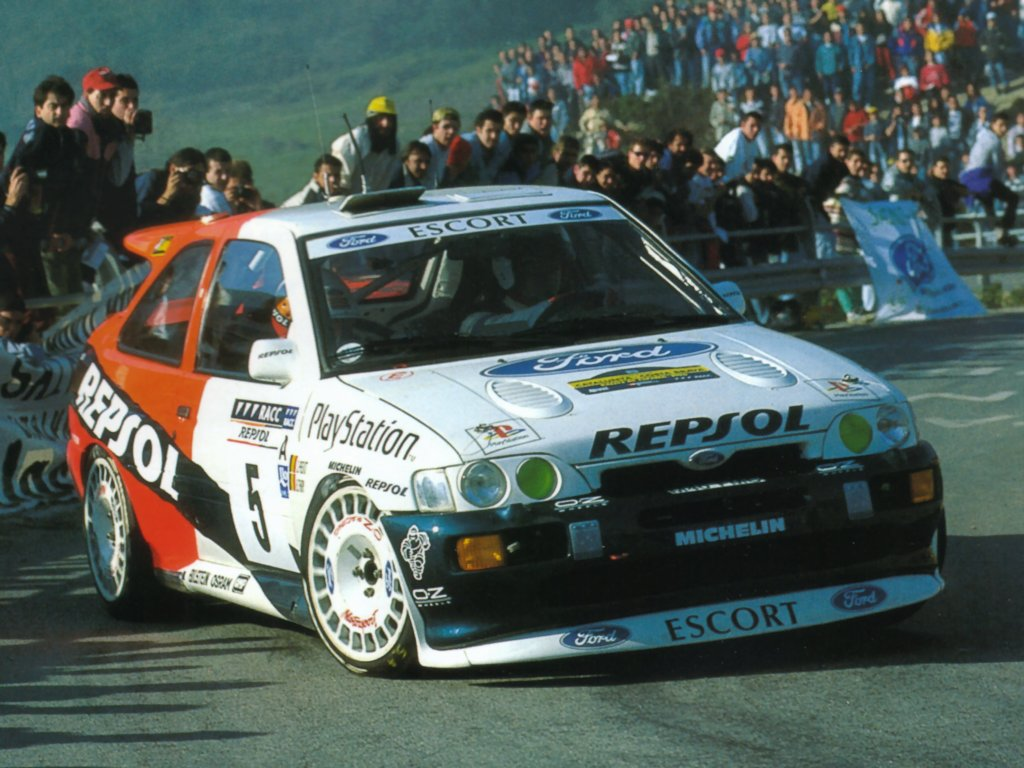
Ford Escort de grupo A, base para la construcción de la versión World Rally Car.

El Ford Escort WRC es un vehículo de rally basado en el Ford Escort RS Cosworth con homologación World Rally Car. Fue construido por M-Sport para competir en el Campeonato Mundial de Rally por el equipo Ford World Rally Team. Sustituyó a la versión grupo A que la marca utilizaba desde 1993 y posteriormente fue sustituido por el Ford Focus WRC en 1999.
Compitió durante las temporadas 1997 y 1998, teniendo de pilotos a Carlos Sainz, Juha Kankkunen, Bruno Thiry, Ari Vatanen y Armin Schwarz. Debutó en el Rally de Montecarlo y tan solo obtuvo dos victorias: en el Rally Acrópolis e Indonesia de 1997 de la mano de Sainz.

## Información técnica
Motor
- Motor: 1993 cc con turbo.
- Cilindros: 4 en línea.
- Válvulas: 16
- Bore x stroke: 90.8 x 76.9 mm
- Potencia: 300 cv
- Par motor: 490 Nm

Dimensiones
- Largo: 4211 mm
- Ancho: 1770 mm
- Altura: 1425 mm
- Distancia entre ejes: 2550 mm
- Ancho de vía: 1530 mm
- Peso: 1.230 kg

Transmisión
- Tracción cuatro ruedas
- Caja de cambios transversal
- Marchas: 6 en secuencial
- Placas de embrague: 3